# Plaça del Vi (Girona)
La Plaça del Vi és una plaça pública de Girona en la confluència dels antics camins de Barcelona i de Sant Feliu de Guíxols. Presenta una planta rectangular amb edificis de caràcter senyorial al seu entorn. Són remarcables els porxos amb arcs de mig punt que ocupen dues bandes del conjunt, construïdes bàsicament amb carreus. Les façanes presenten balcons amb baranes de ferro forjat. Acabats exteriors amb carreus i arrebossat. El conjunt de l'obra forma part de l'Inventari del Patrimoni Arquitectònic de Catalunya, com també alguns dels seus edificis a nivell individual.

## Història
El nom de la plaça del Vi sembla que ja era conegut l'any 1584. L'any 1343 es coneixia per la plaça de les Albergueries. Tradicionalment des del s. XV havia estat lloc de residència de famílies nobles. Dels edificis existents citem l'Ajuntament, que ha sofert moltes transformacions, la casa Carles, l'antic Palau de la Generalitat durant els segles xvi i xvii, la casa Barceló restaurada el 1929.

## Baix relleu
Un element central de la plaça és el baix relleu anomenat Els quatre sants màrtirs de Girona mostra quatre figures de mig cos. Els personatges representen a Germà, Paulí, Just i Sici, quatre sants gironins que patiren martiri a l'entorn del 300, en temps de l'emperador Dioclecià. Respectant la lògica històrica, la iconografia emprada rememora formes paleocristianes, evidents tant en els rostres i cabells com a les vestidures. Per la gesticulació s'endevina una conversa per parelles dels quatre màrtirs. Tanmateix l'artista ha intentat, sense massa èxit, situar l'escena en un interior, tal com ens ho indica la representació de les pilastres laterals i l'entaulament, on s'enregistren els noms dels màrtirs. A la zona inferior apareix una làpida amb un text que fins avui ha estat objecte de polèmica entre els paleògrafs. De les diverses transcripcions realitzades hem escollit la que sembla reunir major nombre d'adeptes. Ens referim a la de Josep Grahit (1959) i diu el següent: "el dia 14 de juny del part de la Verge, 1484, dia dedicat a vosaltres, Nalanga caigué a aquest lloc d'una alçada de més de tres colzes, en mans del pare. Heus aquí que viu miraculosament"
L'obra de la que desconeixem l'autor i la data exacta de la seva talla cal situar-la avançat el segle xv. La hipòtesi té la seva base en la utilització d'un llenguatge formal gòtic i en la representació d'un tema iconogràfic, els quatre sants màrtirs, de gran devoció popular a Girona durant el segle xv. L'arca de la Catedral a ells dedicada és una altra mostra d'aquest fet coetània al relleu de la Plaça del Vi. El seu emplaçament actual es remunta a finals del segle xix, quan es traslladà des del seu lloc d'origen.

## Número 11

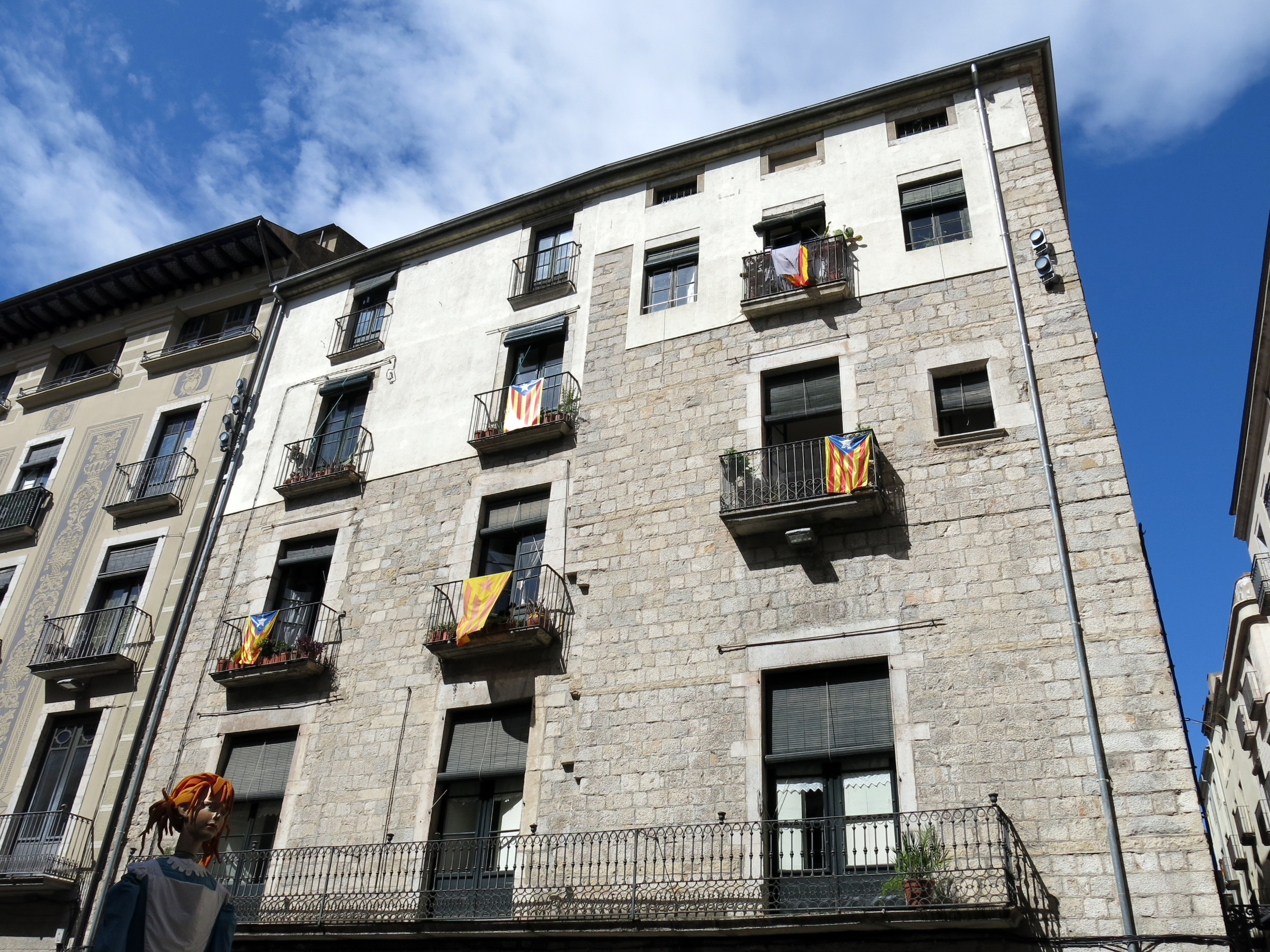
Número 11 de la plaça del Vi

L'habitatge al número 11 de la plaça del Vi forma part de l'Inventari del Patrimoni Arquitectònic de Catalunya. Construcció de planta baixa i quatre pisos. La façana de la Plaça del Vi està coberta a la part baixa, per porxos. En el primer pis una gran balconada abraça tots els finestrals, a la resta de pisos hi ha balcons individuals i petites finestres. La porta és allindanada i presenta una tarja de ventall ornada amb formes geomètriques de ferro. La façana del carrer Abeuradors ofereix una gran porta dovellada, avui convertida en entrada a una botiga. També s'aprecien, encara que estiguin tapiades, les llindes d'antigues finestres amb arcs trilobats. Construït amb carreus de pedra, en algunes zones arrebossats, el casal manté, en definitiva, un marcat caràcter senyorial.
Les primeres notícies daten de l'any 1338, quan el casal pertanyia a la família Campllong; l'any 1404 passà a propietat dels Ginesta; el 1561 els Capmany eren els seus senyors, i tres anys més tard la família Raset; el 1614 la trobem en mans de la família Savarrés, mentre el 1666 pertanyia a Benet Pedrés. Durant els segles xviii i xix l'edifici fou objecte de diferents reformes que alteraren els elements medievals i renaixentistes.